# Tanjunganom (Butuh)
Tanjunganom is een bestuurslaag in het regentschap Purworejo van de provincie Midden-Java, Indonesië. Tanjunganom telt 437 inwoners (volkstelling 2010).